# Åsnepingvin

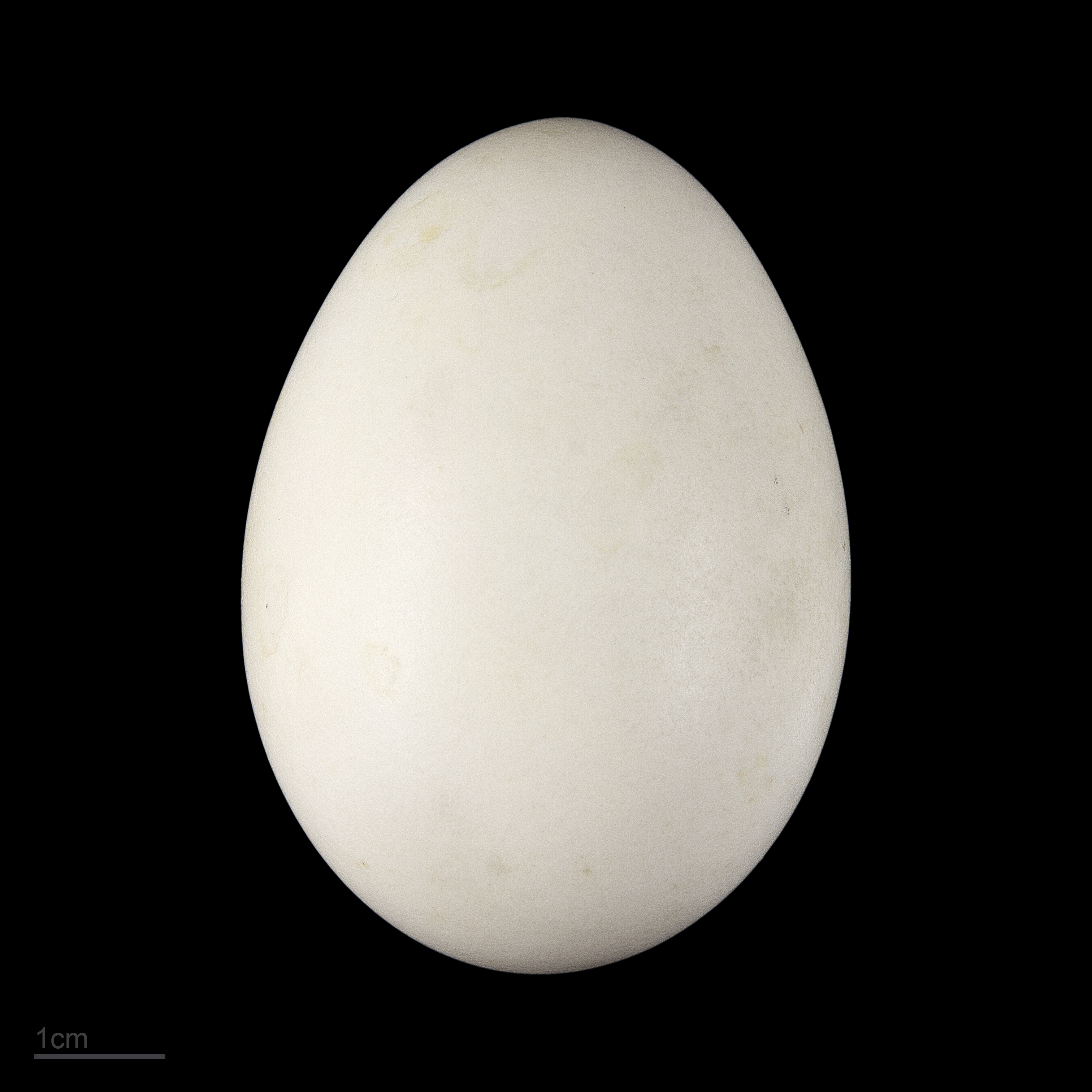
Pygoscelis papua

Åsnepingvin (Pygoscelis papua) är en upp till 80 centimeter hög pingvinart som lever i Antarktis och på subantarktiska öar. Hanarna väger som mest omkring 8 kg och ner mot 5,5 kg strax före parningstid. Honorna väger som mest omkring 7,5 kg och går ner till under 5 kg när de vaktar ungarna i boet.
Åsnepingvinens föda är små fiskar och krill. Med adéliepingvinen och ringpingvinen bildar den släktet Pygoscelis. Åsnepingvinen är den snabbaste simmaren bland alla pingviner; den kan nå en hastighet av 35 kilometer per timme.
Boet är en cirkelformig ansamling av stenar som kan bli upp till 20 centimeter högt och 25 centimeter i diameter. Häckningstiden börjar vanligtvis i september och varar i cirka 35 dagar. Honan lägger 2 ägg som är ungefär 130 gram tunga. De nyfödda ungarna stannar cirka 30 dagar i boet och byter sin fjäderdräkt under denna tid. Efter ytterligare 80 till 100 dagar byter de fjäderdräkten igen och kan sedan simma och dyka i havet.
Åsnepingvinernas fiender i vattnet är sjöleoparder, pälssälar och späckhuggare. På land har de nästan inga fiender, endast labbar som ibland stjäl deras ägg eller ungar.
Populationen ligger vid cirka 300 000 individer. De största kolonierna finns på Falklandsöarna, Sydgeorgien och Kerguelen.
Åsnepingvinen har setts "surfa" på vågorna när de ska in till fastlandet utanför Falklandsöarna. De verkar uppskatta detta, och simmar därför ibland ut igen, för att åter surfa in mot stranden.